# Noumea margaretae
Noumea margaretae is een zeenaaktslak die behoort tot de familie van de Chromodorididae. Deze slak komt voor in het zuidwesten van de Grote Oceaan, voornamelijk voor de kust van Noordoost-Australië.
Ze wordt, als ze volwassen is, maximaal 20 mm lang. Ze voeden zich met sponzen.